# Свингс, Поль
Поль Свингс (фр. Polidore Ferdinand Félix Swings; 1906—1983) — бельгийский астроном.

## Биография
Родился в Рансарте, в 1927 окончил Льежский университет, и с этого же года работал в Льежском университете. В 1926—1928 годах стажировался во Франции (в Сорбонне, Оптическом институте в Париже, в Медонской обсерватории), в 1929—1930 годах — в Варшавском университете, где занимался спектроскопией. С 1936 года — профессор Льежского университета. В 1939—1942 годах был профессором Чикагского университета (США). Возглавлял Институт астрофизики Льежского университета.
Основные труды в области экспериментальной спектроскопии и астроспектроскопии. Изучил лабораторные спектры ряда двухатомных молекул, а также железа, неона, аргона в различных состояниях ионизации. Выполнил многочисленные исследования спектров комет. В 1941 года с помощью механизма флуоресценции объяснил аномалии в распределении интенсивности внутри молекулярных полос в спектрах комет и особенности изменений этого распределения от одной кометы к другой, а для одной и той же кометы — в зависимости от её гелиоцентрического расстояния. Показал, что эти аномалии связаны с неравномерностью распределения энергии в возбуждающем флуоресценцию молекул солнечном излучении (из-за присутствия линий поглощения) и с различием лучевых скоростей разных комет относительно Солнца. Этот эффект, названный его именем, позволил объяснить особенности молекулярных спектров не только комет, но и полярных сияний и сумеречного неба. Изучил также атомные спектры комет. В 1956 году совместно с Л. Азером опубликовал атлас спектров комет. Исследовал различные типы нестационарных звезд (Вольфа-Райе, симбиотические, полуправильные), планетарные туманности; объяснил механизмы излучения и поглощения линий ионов азота и углерода в атмосферах горячих звезд. В 1937 году совместно с Л. Розенфельдом впервые обнаружил молекулы в межзвёздной среде — в спектре межзвёздного поглощения была отождествлена линия молекулы CH.
Член Бельгийской королевской академии наук, литературы и изящных искусств (1955), член Парижской академии наук (1964), Американской академии искусств и наук (1965), Национальной академии наук США (1966), Международной академии астронавтики, Баварской академии наук (1967), Национальной академии деи Линчеи (Италия, 1972). 
Президент Международного астрономического союза (1964—1967).
Лауреат Премии Франки (1948), Сольвеевской премии (1970).
В его честь назван астероид № 1637.

## Публикации
- P. Swings (1968). Remarks and Recollections of a stellar spectroscopist, Bulletin of the Astronomical Institutes of Czechoslovakia, 19, 257—259.
- P. Swings (1979). A few notes on my career as an astrophysicist, Annual Review of Astronomy and Astrophysics, 17, 1-17.